# مارك اوتن
مارك اوتن (بالهولندية: Mark Otten)‏ (2 سبتمبر 1985 بنايميخن في هولندا - ) هو لاعب كرة قدم هولندي في مركز الدفاع. شارك مع منتخب هولندا تحت 19 سنة لكرة القدم. أما مع النوادي، فقد لعب مع إن إي سي نيميخن وفاينورد ونادي إكسلسيور ونادي دبرتسني ونادي فيرينتسفاروشي.

## وصلات خارجية
- مارك اوتن على موقع قاعدة بيانات كرة القدم.إي يو (الإنجليزية)
- مارك اوتن على موقع Soccerway.com (الإنجليزية)
- مارك اوتن على موقع عالم كرة القدم.نت (الإنجليزية)